# Taktalisjaure (Arvidsjaurs socken, Lappland)
Taktalisjaure är en sjö i Arvidsjaurs kommun i Lappland och ingår i Piteälvens huvudavrinningsområde. Sjön har en area på 0,4 kvadratkilometer och ligger 395,2 meter över havet.

## Delavrinningsområde
Taktalisjaure ingår i det delavrinningsområde (733575-164495) som SMHI kallar för Inloppet i Puoktjaure. Medelhöjden är 416 meter över havet och ytan är 21,82 kvadratkilometer. Räknas de 349 avrinningsområdena uppströms in blir den ackumulerade arean 5 096,02 kvadratkilometer. Avrinningsområdets utflöde Piteälven mynnar i havet. Avrinningsområdet består mestadels av skog (69 procent) och sankmarker (14 procent). Avrinningsområdet har 1,65 kvadratkilometer vattenytor vilket ger det en sjöprocent på 7,6 procent.